# Muru Mannu
Muru Mannu (italsky Cascata Muru Mannu) je vodopád v obci Gonnosfanadiga v provincii Sud Sardegna v regionu Sardinie. Tvoří ho jediný vodopád vysoký asi 70 metrů, který je jedním z nejvyšších vodopádů na Sardinii.

## Popis
Vodopád vysoký 72 m se nachází na řece Muru Mannu, která se vlévá do řeky Cannisoni. Téměř na konci řeky se její koryto nachází v místě s výškovým rozdílem přibližně 100 m. Voda nejdříve protéká malými stupni až nakonec je obklopen žulovými stěnami a padá z výšky jedním stupněm do malého jezírka obklopeného cesmínovým porostem. Jako všechny sardinské vodopády je napájen přívalovými vodními toky, takže ho lze obdivovat pouze v období podzim–jaro, od konce jara je suchý. Lze se k němu dostat po dobře značené a čisté pěší trase CAI 109, která  vede po celém dně údolí kolem vodopádu Cannisoni.

## Příroda
Tento vodopád, stejně jako celý masiv Monte Linas, který se rozkládá na ploše 4 600 ha, je lemován vrcholy o průměrné výšce přes 800 metrů a je ponořen do lesů spolu s mnoha dalšími malými vodopády. Nedaleko Muru Mannu se nachází Cascatella del Rio Linas, kterou tvoří tři malé vodopády. Je bohatý na faunu, včetně sardinských jelenů a muflonů a pro ornitology sokola stěhovavého a orla skalního.